# Fuente de Santa Winifrida
La fuente de Santa Winifrida (en galés: Ffynnon Wenffrewi) es un manantial ubicado en la localidad de Holywell, Flintshire, en Gales. Afirma ser el lugar de peregrinaje visitado continuamente más antiguo de Gran Bretaña y es un edificio catalogado de grado I y un monumento antiguo programado. Se cree que la fuente está conectada con el manantial y la capilla de St Mary en Cefn Meiriadog, Denbighshire  Es uno de los pocos lugares mencionados por su nombre en el poema aliterado medieval anónimo Sir Gawain y el Caballero Verde.

## Historia

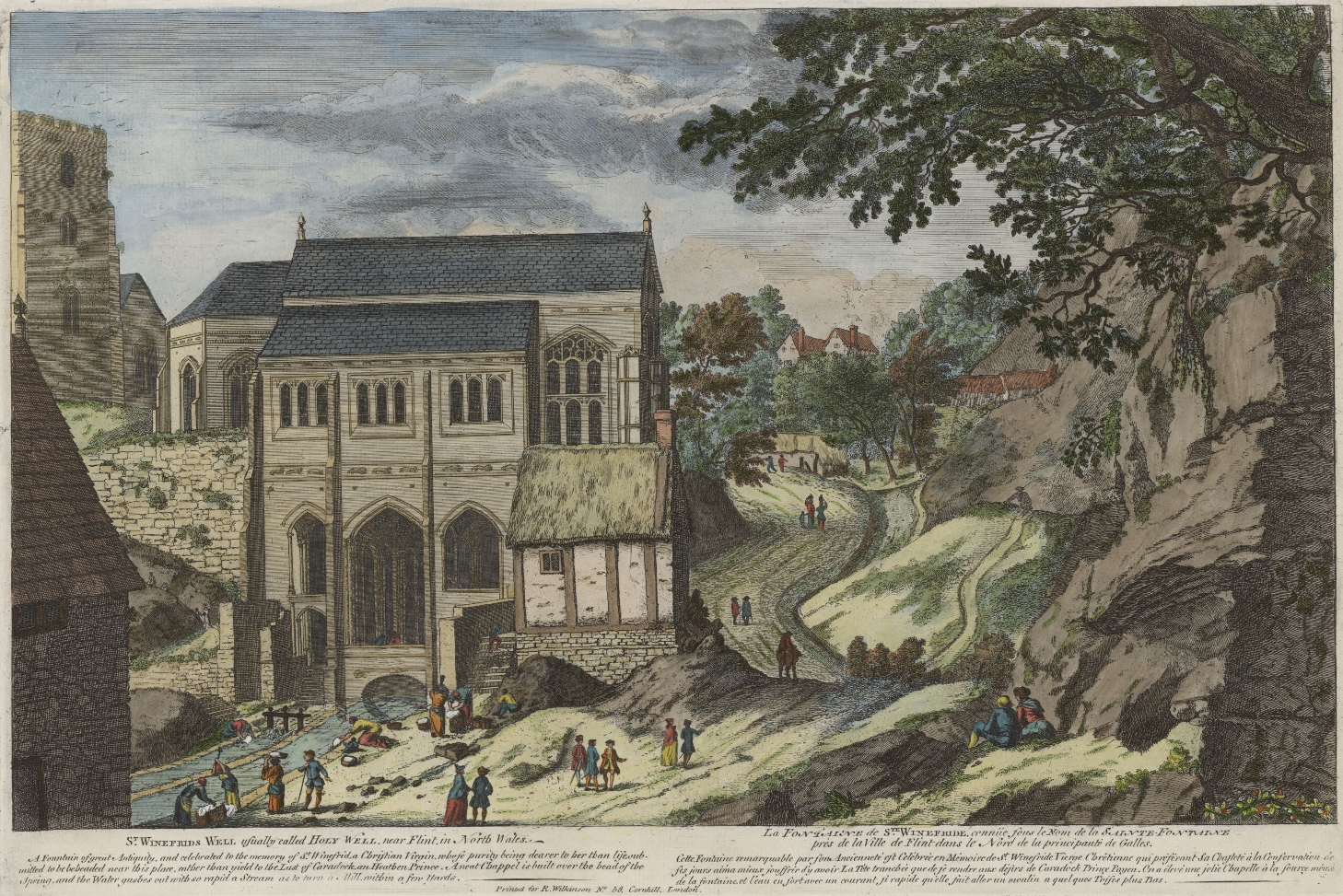
Fuente de Santa Winifrida, c. 1790

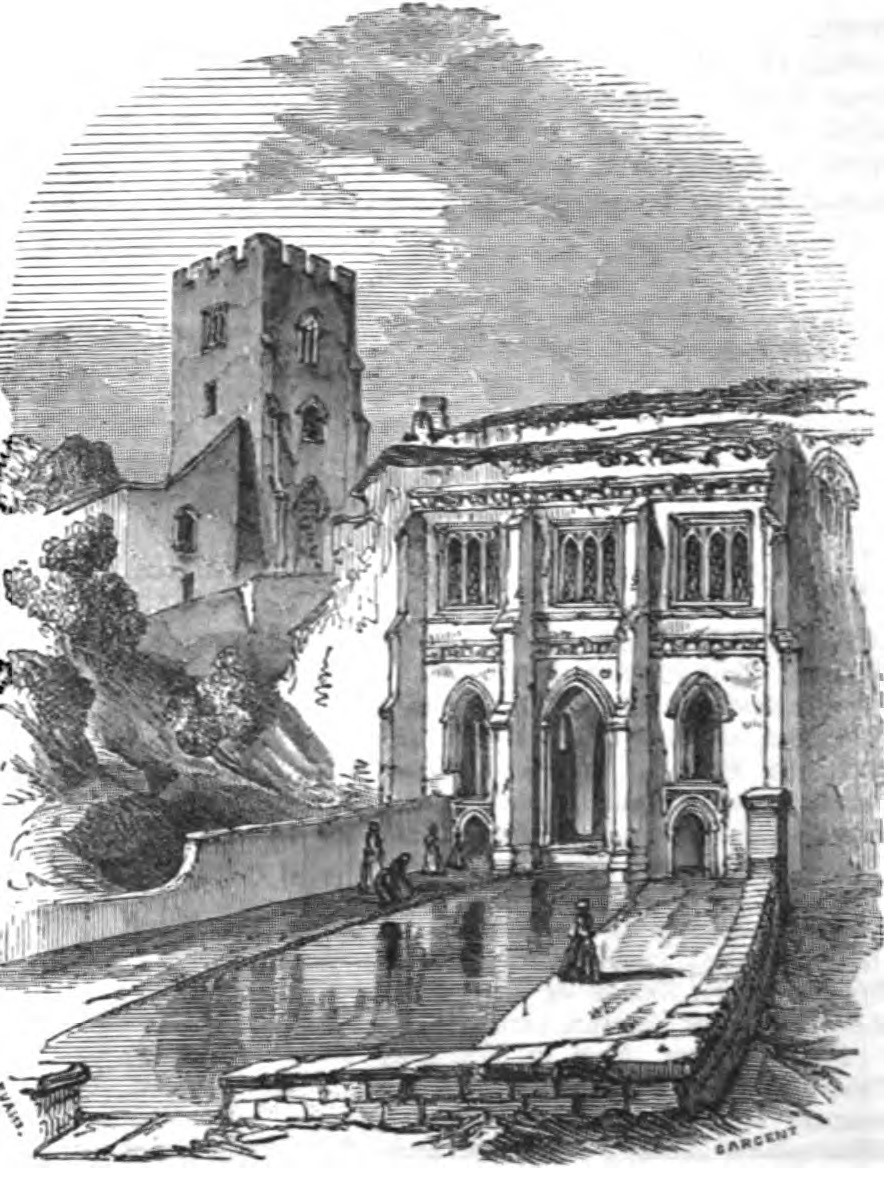
Fuente de Santa Winifrida, Flintshire (Robert Chambers, p. 6, 1832)

Se dice que las aguas del manantial causan curaciones milagrosas, con informes continuos desde el período medieval temprano, aunque la asociación con la veneración de Santa Winifrida no se remonta a antes del siglo XII (la transferencia de sus reliquias a Shrewsbury en 1138).
En la hagiografía del siglo XII, Winifirida es una virgen mártir, decapitada por Caradoc, un príncipe local, después de que ella rechazara sus avances. Un manantial se levantó del suelo en el lugar donde cayó su cabeza y más tarde su tío, San Beuno, la devolvió a la vida.
Ricardo I visitó el sitio en 1189 para orar por el éxito de su cruzada, y Adam de Usk dijo que Enrique V viajó allí a pie desde Shrewsbury en 1416.
A fines del siglo XV, Margarita Beaufort construyó una capilla con vista a la fuente, que ahora se abre a una piscina donde los visitantes pueden bañarse.
En el siglo XVII, el pozo se hizo conocido como símbolo de la supervivencia de la recusación católica en Gales. Desde el principio de su misión en Inglaterra, los jesuitas apoyaron el pozo. En 1605, muchos de los involucrados en la conspiración de la pólvora lo visitaron con el padre Edward Oldcorne para agradecer su liberación del cáncer o, como decían algunos, para planear el complot.
Se sabe que el rey Jacobo II de Inglaterra visitó la fuente con su esposa María de Módena durante 1686, después de varios intentos fallidos de engendrar un heredero al trono. Poco después de esta visita, Mary quedó embarazada de un hijo, Jacobo Francisco.
La princesa Victoria, que se alojaba en Holywell con su tío, el rey Leopoldo de Bélgica, visitó la fuente en 1828. Después de que se promulgó el Acta de Ayuda Católica de 1829, los jesuitas alentaron un renacimiento de la peregrinación al pozo.
Brígida, duquesa de Gloucester, visitó el pozo en 2005. En julio de 2021, Carlos, Príncipe de Gales, visitó el pozo.

## Actualidad
La creación del túnel de drenaje de la mina Milwr provocó que la fuente se secara cuando el trabajo de excavación irrumpió en una caverna inundada cuyo principal resurgimiento fue el pozo. Para mantener un suministro de agua en el manantial que utilizaban las industrias locales, posteriormente se extrajo agua de una mina de plomo cercana.
El santuario y la fuente son administrados por la parroquia de Holywell en nombre de la diócesis de Wrexham. El Centro de Visitantes adyacente es la entrada a la fuente. El baño se realiza únicamente en la piscina exterior.